# Marchia Wschodnia
Marchia Wschodnia lub Marchia Saska (łac. marchia Orientalis, niem. Sächsische Ostmark) – marchia utworzona w 937 roku przez Ottona I na południowo-wschodnich rubieżach Saksonii, obejmująca terytorium od gór Harz po rzeki Soławę i Muldę.
Celem marchii był niemiecki podbój graniczących z nią ziem słowiańskich (Połabie). Po zajęciu Łużyc w 963 roku marchia ta graniczyła bezpośrednio z państwem polskim. Jej władcą był margrabia Gero (zm. 965). Po jego śmierci, w roku 966, cesarz Otton I podzielił marchię na sześć części, wśród nich były Marchia Łużycka, Marchia Miśnieńska i Marchia Północna, oraz dwie pomniejsze Marchia Życka i Marchia Merseburska (obie włączone później do Marchii Miśnieńskiej).